# Guizotia
Guizotia é um género botânico pertencente à família Asteraceae. Também conhecida como Manchas de Sol.
1. ↑  «Guizotia — World Flora Online». www.worldfloraonline.org. Consultado em 19 de agosto de 2020